# Contrôleur des travaux publics de l'État
 (mai 2022).
Les contrôleurs des travaux publics de l'État (CTPE) étaient des fonctionnaires d'État (catégorie B) en France travaillant essentiellement  pour le Ministère de l'Écologie, du Développement et de l'Aménagement Durables dans le domaine de l'exploitation des infrastructures routières, fluviales, portuaires et de contrôle maritimes.
Ils exerçaient au sein de trois domaines :
- AIT : Aménagement des infrastructures terrestres,
- AIFMP : Aménagement des infrastructures fluviales, maritimes et portuaires,
- PBSM : Phares, balises et sécurité maritimes.

## Modes d'accès au corps
Les CTPE étaient recrutés par :
- Par concours externe ouvert aux candidats titulaires du baccalauréat, d'un titre ou diplôme classé au moins au niveau IV, ou d'une qualification reconnue comme équivalente à l'un de ces titres ou diplômes, dans les conditions fixées par arrêté conjoint des ministres chargés de la fonction publique et de l'équipement ;

- Par concours interne ouvert aux fonctionnaires et agents publics de l'État, des collectivités territoriales et des établissements publics qui en dépendent, y compris ceux mentionnés à l'article 2 de la loi n° 86-33 du 9 janvier 1986 portant dispositions statutaires relatives à la fonction publique hospitalière, aux militaires ainsi qu'aux agents en fonctions dans une organisation intergouvernementale et aux ouvriers des parcs et ateliers. Les candidats doivent justifier de quatre ans de services publics au 1er janvier de l'année du concours ;

- Par examen professionnel ouvert aux fonctionnaires des corps suivants du ministère chargé de l'équipement : conducteurs des travaux publics de l'État, agents et chefs d'équipe d'exploitation des travaux publics de l'État, dessinateurs et experts techniques des services techniques. Les agents doivent justifier au 1er janvier de l'année de l'examen professionnel de dix ans de services publics, dont au moins cinq ans de services effectifs dans l'un ou l'autre de ces corps ;

- Au choix, par voie d'inscription sur une liste d'aptitude après avis de la commission administrative paritaire du corps des contrôleurs des travaux publics de l'État, parmi les chefs d'équipe d'exploitation et les chefs d'équipe d'exploitation principaux des travaux publics de l'État qui, au 1er janvier de l'année pour laquelle la liste est établie, justifient de dix ans de services effectifs dans l'un ou l'autre de ces grades.

## Les fonctions
Quel que soit le domaine, le contrôleur est chargé de la gestion et de l’exploitation des infrastructures de transport, de l’organisation et du contrôle des travaux neufs ou d’entretien réalisés par une entreprise ou en régie, du conseil et de l’assistance à la maîtrise d’ouvrage.
Il participe à la mise en œuvre des politiques de l’État et au contrôle du respect des réglementations relatives notamment à l’urbanisme, à la construction, à l’environnement et au domaine public.
Il peut être amené à encadrer des équipes et être chargé des fonctions d’adjoint à un chef de subdivision ou à un chef d’unité.
Les contrôleurs du domaine phares et balises et sécurité maritime contrôlent le fonctionnement et l'entretien des établissements et installations de signalisation maritime, participent aux activités liées à la sécurité maritime et peuvent être affectés dans les centres régionaux opérationnels de surveillance et de sauvetage en mer (CROSS).
Tous participent également à des missions d'enseignement et de formation professionnelle et peuvent être appelés, en raison des nécessités de la circulation sur les routes et les voies navigables ainsi que pour l'exploitation des ports maritimes et des établissements de signalisation maritime, à exécuter un service de jour, de nuit, le samedi, le dimanche et les jours fériés.
Les contrôleurs principaux et divisionnaires peuvent être chargés de l'élaboration, de l'organisation des contrôles et de la conduite de chantiers importants ou nécessitant une technicité spécifique. Ils participent à l'élaboration, l'organisation et à la mise en œuvre de programmes ou de politiques locales au sein de services déconcentrés.
Les contrôleurs principaux et divisionnaires participent à l'encadrement de ces structures et peuvent en assurer la direction. Les contrôleurs divisionnaires peuvent assurer la direction des structures importantes.
Les membres du corps des contrôleurs des travaux publics de l'État assurent la surveillance du domaine public. À cet effet, ils peuvent être assermentés pour constater les contraventions de grande voirie.

## Différents métiers exercés
Les contrôleurs des travaux publics de l'État exercent différents métiers :
- Gardien de phare,
- surveillance et contrôle de chantiers de travaux publics,
- Chef de centre d'entretien autoroutier,
- Jaugeur et annonces de crues,
- Police de l'eau
- Police et gestion des domaines publics routier, fluvial et maritime,
- Ingénierie communale.

## Les grades
- Contrôleur des travaux publics de l'État (13 échelons),
- Contrôleur principal des travaux publics de l'État (8 échelons),(accès par épreuves professionnelles après 6 ans d'ancienneté ou après inscription au tableau d'avancement),
- Contrôleur divisionnaire des travaux publics de l'État (8 échelons),(accès par liste d'aptitude après 8 ans d'ancienneté).

Les CTPE peuvent accéder au grade d'Ingénieur des travaux publics de l'État (ITPE) sur concours interne ou liste d'aptitude pour les Contrôleurs divisionnaires.

## Rémunération
- traitement indiciaire
- prime spéciale de rendement (PSR)
- indemnité spéciale de service (ISS)
- indemnités horaires pour travaux supplémentaires

## Histoire
Le corps des contrôleurs des travaux publics de l'État est issue du corps des conducteurs des travaux publics de l'État (catégorie C).

## Avenir du Corps
Émile Haro (Ingénieur général des ponts et chaussées propose, dans son rapport de février 2007 sur l'évolution du corps des techniciens supérieurs de l'Équipement, la fusion de ce dernier avec celui des contrôleurs des travaux publics de État.
Cette fusion est effective depuis le 1er octobre 2012, au sein du corps des Techniciens Supérieurs du Développement Durable.

## Divers
Les contrôleurs peuvent obtenir la médaille d'honneur des travaux publics, à la place de la médaille d'honneur du travail.

## Sources
1. ↑  Décret TSDD

- Décret n° 88-399 du 21 avril 1988 relatif au statut particulier du corps des contrôleurs des travaux publics de l'État,
- Décret n° 66-900 du 18 novembre 1966 portant statut particulier du corps des conducteurs des travaux publics de l'État,
- Site du ministère de l'écologie, du développement et de l'aménagement durables